# Створ (филм из 2011)
Створ (енгл. The Thing) америчко-канадски је хорор филм из 2011, режисера Матиса ван Хејнингена млађег, преднаставак истоименог филма Џона Карпентера из 1982. године. Главне улоге тумаче Мери Елизабет Винстед, Џоел Еџертон, Адевале Акинуе-Агбаџе, Улрих Томсен, Ерик Кристијан Олсен, Тронд Еспен Сејм и Кристофер Хивју. Филм је базиран на новели Ко то тамо иде? аутора Џона В. Кембела. Радња прати тим норвешких истражитеља на Антарктику, где проналазе облик ванземаљског живота.
филм је премијерно приказан 10. октобра 2011, у дистрибуцији продукцијске куће Јуниверсал пикчерс. Остварио је комерцијални неуспех и добио помешане оцене критичара. Био је номинован за две Награде Сатурн и то у категоријама најбољег хорор филма и најбоље шминке, које је изгубио од филмова Мушкарци који мрзе жене и Икс-мен: Прва класа.

## Радња
У зиму 1982, група норвешких истражитеља на Антарктику проналази олупину свемирског брода, као и залеђено ванземаљско биће. Др Сандер Халворсон, његов асистент Адам Финч и палеонтолошкиња Кејт Лојд одлазе да испитају порекло бића. Испоставља се да се ради о створу који је у стању да направи дупликат било ког другог облика живота, укључујући и човека, након што га претходно убије.

## Улоге
| Глумац                | Улога               |
| --------------------- | ------------------- |
| Мери Елизабет Винстед | Кејт Лојд           |
| Џоел Еџертон          | Сем Картер          |
| Улрих Томсен          | др Сандер Халворсон |
| Ерик Кристијан Олсен  | Адам Финч           |
| Адевале Акинуе-Агбаџе | Дерек Џејмсон       |
| Пол Браунстајн        | Григс               |
| Тронд Еспен Сејм      | Едвард Волнер       |
| Ким Бабс              | Џулијет             |
| Јерген Лангеле        | Ларс                |
| Јан Гунар Ројсе       | Улав                |
| Стиг Хенрик Хоф       | Педер               |
| Кристофер Хивју       | Јонас               |
| Џо Адријан Ховинд     | Хенрик              |
| Карстен Бјернлунд     | Карл                |
| Џонатан Лојд Вокер    | Колин               |
| Оле Мартин Аун Нилсен | Матијас             |
| Мајкл Браун           | Ханк                |